# Esteban Granero
Esteban Granero Molina (Madrid, 2 juli 1987) is een Spaans voetballer die doorgaans als middenvelder speelt. Hij verruilde Real Sociedad in juli 2017 transfervrij voor RCD Espanyol.

## Clubcarrière
Granero kwam al op achtjarige leeftijd bij de jeugd van Real Madrid. In het Benjamin-team maakte hij ooit 83 doelpunten in één seizoen. Sinds het seizoen 2005/2006 speelde de middenvelder voor Real Madrid Castilla, het tweede elftal van de club. Vanwege geringe speelkansen voor het seizoen 2007/2008 vertrok Granero in augustus 2007 op huurbasis naar Getafe CF.
In 2008 vertrok hij definitief naar Getafe, maar Real hield de optie op terugkoop open. Hiervan maakte 'De Koninklijke' in de zomer van 2009 dankbaar gebruik en de door velen gewilde middenvelder speelde vanaf dat moment weer voor 'zijn' Real Madrid.
In het seizoen 2009/2010 speelde Granero zijn eerste minuten in het eerste elftal van de Koninklijke. Maar Granero kon nooit een basisplaats afdwingen en daardoor besliste hij om in de zomer van 2012 naar Queens Park Rangers te verhuizen. Omdat QPR na het seizoen 2012-2013 degradeerde uit de Premier League werd Granero uitgeleend aan Real Sociedad.

## Interlandcarrière
Granero won in juli 2006 met het Spaans elftal het EK Onder-19 in Polen, samen met onder andere zijn clubgenoten Antonio Adán, Javi García, Alberto Bueno en Juan Manuel Mata. Op het EK bereikte Spanje redelijk simpel de finale door in de groepsfase Turkije (5-3), Schotland (4-0) en Portugal (1-1) achter zich te houden en in de halve finale van Oostenrijk te winnen (5-0). In de finale werd uiteindelijk met 2-1 gewonnen van Schotland door twee doelpunten van Bueno. In 2004 was Granero al verliezend finalist op het EK Onder-17. In 2007 nam hij deel aan het WK Onder-20 in Canada.

## Erelijst
| Competitie                |             |             |             |             |
| Competitie                | Aantal      | Jaren       |             |             |
| Real Madrid               | Real Madrid | Real Madrid | Real Madrid | Real Madrid |
| ------------------------- | ----------- | ----------- | ----------- | ----------- |
| Kampioen Primera División | 1x          | 2011/12     |             |             |
| Copa del Rey              | 1x          | 2010/11     |             |             |
| Supercopa de España       | 1x          | 2012        |             |             |
| Spanje –19                |             |             |             |             |
| Europees kampioen –19     | 2x          | 2006        |             |             |